# Forus Open
Forus Open var ett travlopp för 3–12-åriga varmblodiga travhästar som kördes på Forus Travbane under åren 1986–2017. Loppet kördes oftast över 1 600 meter med autostart. Det var ett Grupp 1-lopp, det vill säga ett lopp av högsta internationella klass, och förstapriset var sista året 300 000 norska kronor.
Bland segrarna i loppet, finns bland annat Rex Rodney, Ina Scot, Copiad, Torvald Palema, Victory Tilly och Steinlager.

## Segrare
| År   | Vinnare          | Körsven               | Tränare               | Tid      | Odds  | Distans |
| ---- | ---------------- | --------------------- | --------------------- | -------- | ----- | ------- |
| 2017 | Bruno Di Quattro | Frode Hamre           | Frode Hamre           | 1.11,6a  | 2.28  | 1 600 m |
| 2016 | Winmecredit      | Frode Hamre           | Frode Hamre           | 1.12,1a  | 1.99  | 1 600 m |
| 2015 | Papagayo E.      | Vidar Hop             | Jan Kristian Waaler   | 1.11,7a  | 1.56  | 2 040 m |
| 2014 | Support Justice  | Geir Vegard Gundersen | Geir Vegard Gundersen | 1.11,8a  | 1.77  | 2 040 m |
| 2013 | Noras Bean       | Stefan Söderkvist     | Ulf Stenströmer       | 1.12,8a  | 2.18  | 2 040 m |
| 2012 | Commander Crowe  | Christophe Martens    | Fabrice Souloy        | 1.11,6a  | 1.55  | 1 600 m |
| 2011 | Torvald Palema   | Åke Svanstedt         | Åke Svanstedt         | 1.10,9a  | 3.42  | 1 600 m |
| 2010 | Torvald Palema   | Åke Svanstedt         | Åke Svanstedt         | 1.10,9a  | 1.80  | 1 600 m |
| 2009 | Torvald Palema   | Åke Svanstedt         | Åke Svanstedt         | 1.10,7ag | 2.56  | 1 600 m |
| 2008 | L'Amiral Mauzun  | Jean-Michel Bazire    | Jean Philippe Ducher  | 1.10,5a  | 4.30  | 1 600 m |
| 2007 | Jetstile         | Vegard Gundersen      | Per Johansen          | 1.11,3a  | 18.60 | 1 600 m |
| 2006 | Victory Tilly    | Erik Adielsson        | Stig H. Johansson     | 1.12,1a  | 2.33  | 1 600 m |
| 2005 | Steinlager       | Per Oleg Midtfjeld    | Per Oleg Midtfjeld    | 1.11,5a  | 1.65  | 1 600 m |
| 2004 | Steinlager       | Per Oleg Midtfjeld    | Per Oleg Midtfjeld    | 1.11,9a  | 5.24  | 1 600 m |
| 2003 | Tout Ou Rien     | Johnny Takter         | Lutfi Kolgjini        | 1.12,5a  | 2.30  | 1 600 m |
| 2002 | Fridhems Ambra   | Stefan Söderkvist     | Ove Ousbäck           | 1.14,1a  | 6.76  | 1 600 m |
| 2001 | Egon Lavec       | Lennart Forsgren      | Lutfi Kolgjini        | 1.13,2a  | 8.63  | 1 600 m |
| 2000 | Blue Fighter     | Olav Mikkelborg       | Olav Mikkelborg       | 1.12,5a  | 57.39 | 1 600 m |
| 1999 | Rite on Line     | Atle Hamre            | Atle Hamre            | 1.11,4a  | 1.77  | 1 600 m |
| 1998 | Mostly Super     | Steen Juul            | Steen Juul            | 1.14,3a  | 45.93 | 1 600 m |
| 1997 | Gentle Star      | Gunleif Tollefsen     | Gunleif Tollefsen     | 1.14,3a  | 1.44  | 1 600 m |
| 1996 | B.Cor Pete       | Olle Goop             | Larry Campagna        | 1.13,3a  | 5.79  | 1 600 m |
| 1995 | Copiad           | Erik Berglöf          | Erik Berglöf          | 1.12,5a  | 1.20  | 1 600 m |
| 1994 | Ina Scot         | Kjell P. Dahlström    | Kjell P. Dahlström    | 1.13,7a  | 1.42  | 1 600 m |
| 1993 | Shan Rags        | Noralf Braekken       | Noralf Braekken       | 1.13,3a  | 4.61  | 1 600 m |
| 1992 | Laser Almahurst  | Atle Hamre            | Espen Gundersen       | 1.15,3a  | 2.58  | 1 600 m |
| 1991 | Mr Moxy          | Boye Ölstören         | Boye Ölstören         | 1.14,4a  | 4.53  | 1 609 m |
| 1990 | Rex Rodney       | Kjell Håkonsen        | Kjell Håkonsen        | 1.14,0a  | 3.57  | 1 609 m |
| 1989 | Rex Rodney       | Kjell Håkonsen        | Kjell Håkonsen        | 1.13,6a  | 1.61  | 1 600 m |
| 1988 | Callit           | Karl O. Johansson     | Karl O. Johansson     | 1.13,1a  | 2.30  | 1 600 m |
| 1987 | Rex Rodney       | Kjell Håkonsen        | Kjell Håkonsen        | 1.13,7a  | 1.73  | 1 600 m |
| 1986 | Rex Rodney       | Kjell Håkonsen        | Kjell Håkonsen        | 1.14,3a  | 6.46  | 1 600 m |